# Storm of the Light's Bane
Albums de Dissection
The Somberlain
(1993) Where Dead Angels Lie
(1996)
Storm of the Light's Bane est le deuxième album studio du groupe de death/black metal suédois Dissection. L'album est sorti le 17 novembre 1995 sous le label Nuclear Blast Records.
L'album est considéré par beaucoup comme un chef-d'œuvre du genre.
L'album a été ré-édité en 2002 en version Digipak et avec les titres de l'EP Where Dead Angels Lie en titres supplémentaires.
Comme pour l'album précédent, l'illustration de la pochette de l'album a été réalisée par Kristian Wåhlin.

## Musiciens
- Jon Nödtveidt - Chant, Guitare
- Johan Norman - Guitare
- Peter Palmdahl - Basse
- Ole Öhman - Batterie
- Alexandra Balogh - Piano

## Liste des morceaux
| 1.    | At the Fathomless Depths                | 1:56 |
| 2.    | Night's Blood                           | 6:41 |
| 3.    | Unhallowed                              | 7:28 |
| 4.    | Where Dead Angels Lie                   | 5:53 |
| 5.    | Retribution - Storm of the Light's Bane | 4:51 |
| 6.    | Thorns of Crimson Death                 | 8:06 |
| 7.    | Soulreaper                              | 6:56 |
| 8.    | No Dreams Breed in Breathless Sleep     | 1:26 |
| 43:16 |                                         |      |